# Егоров, Василий Александрович
Васи́лий Алекса́ндрович Его́ров (21 июля 1890, Вологодская губерния, Российская империя — 25 Марта 1978, Москва, СССР) — советский партийный и государственный деятель, председатель Красноярского крайисполкома (1937—1938).

## Биография
Родился в крестьянской семье. Детство провел в деревне Пирогово Грязовецкого уезда. С девяти лет занимался крестьянским трудом, в том числе батрачеством и отходничеством.
Участник Первой мировой войны.
1 февраля 1918 года Василий Александрович вступил в ВКП(б). После Февральской революции в составе полковых и дивизионных солдатских комитетов вёл агитацию за прекращение войны. В апреле 1917 года, будучи в Петрограде, слушал В.И.Ленина, выступавшего на балконе особняка Кшесинской.  За революционную деятельность был заключен в Двинскую военную тюрьму.
После Октябрьской революции Егоров получил свободу и отправился в Вологодскую губернию. С января 1918 года В.А. Егоров в Грязовце. Где участвует в создании советской власти в Грязовце и уезде. 7 июля 1918 из-за угрозы Ярославского восстания город Грязовец был объявлен на военном положении. 3 августа 1918 линия железной дороги Волода-Буй-Грязовец объявлена на осадном положении. В этих условиях 13 августа 1918 года в уезде была создана уездная ЧК. Её возглавил Кунов Иван Данилович, а председателем особого отряда чрезвычайной комиссии стал Егоров В.А. Комиссия занималась раскулачиванием, борьбой с буржуазией, реквизированием продуктов. По воспоминаниям самого Егорова, Грязовецкая ЧК, "к великому счастью, не имела в уезде ни одного конфликта, который дышал бы человеческой кровью". Отряд ЧК показал себя одним из лучших в республике и заслужил похвалу Л.Троцкого . В 1918 году И.Д. Кунов вместе с В.А.Егоровым ездили на приём к В.И.Ленину. В марте 1919 года на первой Грязовецкой уездной партийной конференции Василий Александрович был избран в состав уездного комитета РКП(б). В июле 1919 года возникла угроза распространения "Пошехонского мятежа" на Грязовецкий уезд. Восставшим удалось захватить усадьбу Брянчаниновых в Юрово и взять под частичный контроль Степуринскую и Памфиловскую волости уезда. На подавление восстания было направлено 3 отряда: 1000 человек из Вологды во главе с комиссаром Соколовским, 250 человек из Грязовца во главе с В.А.Егоровым и пошехонский. В ходе совместного рейда Пошехонское восстание было ликвидировано.
В середине 1919 года с Грязовецкого железнодорожного вокзала Егоров В.А отправился на фронт Гражданской войны. С октября 1919 года он комиссар воинских соединений в  1-конного корпуса Семёна Будённого. В составе Первой конной армии Василий Александрович воевал на Южном, Польском, Врангелевских фронтах, боролся с Н.Махно.
После демобилизации вернулся в Грязовец Затем работал председателем Сухонского райисполкома, секретарем Каргопольского уездного комитета ВКП(б) (1921—1929), избирался председателем Витебского окрисполкома, В январе 1924 года входил в состав делегации Вологодской губернии направленной на похороны В.И. Ленина.
Избирался делегатом XI Всероссийского и II Союзного съездов Советов.
Работал председателем райисполкома в Московской области, инструктором Президиума ВЦИК, заведующим оргинструкторским отделом ВЦИК.
В ноябре 1937 г. был назначен председателем исполнительного комитета Красноярского краевого Совета. 
12 декабря 1937 года был избран депутатом от Красноярского края в Совет Союза Верховного Совета СССР 1-го созыва.
В июле 1938 года был освобожден от занимаемой должности. Осенью 1938 года комиссия партийного контроля обнаружила «перегибы» по части кадровых чисток. В результате расследования «перегиба» из 60 членов крайкома к высшей мере наказания были приговорены 24 человека. Егоров В.А. в результате этих чисток не пострадал.
Затем, работал в центральных наркоматах, министерствах, ведомствах. Свыше 8 лет исполнял обязанности депутата Верховного Совета СССР.
В 1962 году написал и выпустил книгу о своём земляке "Обнорский Виктор Павлович". В 1954 году вышел на пенсию, являлся персональным пенсионером союзного значения.